# Giro di Slovenia 2006
Il Giro di Slovenia 2006, tredicesima edizione della corsa, si svolse dall'8 all'11 giugno su un percorso di 711 km ripartiti in 4 tappe, con partenza a Lendava e arrivo a Novo Mesto. Fu inizialmente vinto dallo sloveno Tomaž Nose della Adria Mobil davanti al connazionale Jure Golčer e al polacco Przemysław Niemiec; successivamente Nose venne escluso dalla classifica a seguito di controlli antidoping, e la vittoria andò a Jure Golčer.

## Tappe
| Tappa  | Data      | Percorso               | km  | Vincitore di tappa | Leader cl. generale |
| ------ | --------- | ---------------------- | --- | ------------------ | ------------------- |
| 1ª     | 8 giugno  | Lendava > Brežice      | 214 | Borut Božič        | Borut Božič         |
| 2ª     | 9 giugno  | Medvode > Nova Gorica  | 183 | Tomaž Nose         | Tomaž Nose          |
| 3ª     | 10 giugno | Nova Gorica > Vršič    | 158 | Tomaž Nose         | Tomaž Nose          |
| 4ª     | 11 giugno | Grosuplje > Novo Mesto | 156 | Borut Božič        | Tomaž Nose          |
| Totale | Totale    | Totale                 | 711 |                    |                     |

## Dettagli delle tappe

### 1ª tappa
- 8 giugno: Lendava > Brežice – 214 km

| Pos. | Corridore       | Squadra    | Tempo    |
| ---- | --------------- | ---------- | -------- |
| 1    | Borut Božič     | Perutnina  | 5h30'20" |
| 2    | Gorazd Štangelj | Lampre     | s.t.     |
| 3    | Andrus Aug      | Acqua & S. | s.t.     |

| Pos. | Corridore       | Squadra    | Tempo    |
| ---- | --------------- | ---------- | -------- |
| 1    | Borut Božič     | Perutnina  | 5h30'07" |
| 2    | Gorazd Štangelj | Lampre     | a 7"     |
| 3    | Andrus Aug      | Acqua & S. | a 9"     |

### 2ª tappa
- 9 giugno: Medvode > Nova Gorica – 183 km

| Pos. | Corridore   | Squadra     | Tempo    |
| ---- | ----------- | ----------- | -------- |
| 1    | Tomaž Nose  | Adria Mobil | 4h37'04" |
| 2    | Jure Golčer | Perutnina   | a 8"     |
| 3    | Miha Svab   | Adria Mobil | a 38"    |

| Pos. | Corridore   | Squadra     | Tempo     |
| ---- | ----------- | ----------- | --------- |
| 1    | Tomaž Nose  | Adria Mobil | 10h07'14" |
| 2    | Jure Golčer | Perutnina   | a 12"     |
| 3    | Miha Svab   | Adria Mobil | a 44"     |

### 3ª tappa
- 10 giugno: Nova Gorica > Vršič – 158 km

| Pos. | Corridore          | Squadra     | Tempo    |
| ---- | ------------------ | ----------- | -------- |
| 1    | Tomaž Nose         | Adria Mobil | 4h04'48" |
| 2    | Jure Golčer        | Perutnina   | a 11"    |
| 3    | Przemysław Niemiec | Miche       | a 1'18"  |

| Pos. | Corridore          | Squadra     | Tempo     |
| ---- | ------------------ | ----------- | --------- |
| 1    | Tomaž Nose         | Adria Mobil | 14h11'52" |
| 2    | Jure Golčer        | Perutnina   | a 27"     |
| 3    | Przemysław Niemiec | Miche       | a 2'21"   |

### 4ª tappa
- 11 giugno: Grosuplje > Novo Mesto – 156 km

| Pos. | Corridore      | Squadra      | Tempo    |
| ---- | -------------- | ------------ | -------- |
| 1    | Borut Božič    | Perutnina    | 3h59'18" |
| 2    | Mattia Gavazzi | Amore & Vita | s.t.     |
| 3    | Andrus Aug     | Acqua & S.   | s.t.     |

| Pos. | Corridore          | Squadra     | Tempo     |
| ---- | ------------------ | ----------- | --------- |
| 1    | Tomaž Nose         | Adria Mobil | 18h11'10" |
| 2    | Jure Golčer        | Perutnina   | a 27"     |
| 3    | Przemysław Niemiec | Miche       | a 2'21"   |

## Classifiche finali

### Classifica generale
| Pos. | Corridore          | Squadra     | Tempo     |
| ---- | ------------------ | ----------- | --------- |
| SQ   | Tomaž Nose         | Adria Mobil | 18h11'10" |
| 1    | Jure Golčer        | Perutnina   | a 27"     |
| 2    | Przemysław Niemiec | Miche       | a 2'21"   |
| 3    | Robert Kišerlovski | Adria Mobil | a 2'37"   |
| 4    | Matija Kvasina     | Perutnina   | a 3'26"   |
| 5    | Radoslav Rogina    | Perutnina   | a 3'42"   |
| 6    | Miha Svab          | Adria Mobil | a 3'44"   |
| 7    | Tadej Valjavec     | Lampre      | a 3'48"   |
| 8    | Mitja Mahorič      | Perutnina   | a 4'13"   |
| 9    | Gorazd Štangelj    | Lampre      | a 4'59"   |
| 10   | Valter Bonča       | Sava        | a 5'06"   |